# Czesław Siekierski
Czesław Adam Siekierski (n. 8 octombrie 1952, Stopnica⁠(d), Voievodatul Sfintei Cruci, Polonia) este un om politic polonez, membru al Parlamentului European în perioada 2004-2009 din partea Poloniei, 2009-2014, 2014-2019.